# مجموعه سلطان شیخداد
مجموعه سلطان شیخداد مربوط به سدهٔ ۱۰ و۷ و ۸ ه‍.ق است و در یزد، محله شیخداد واقع شده و این اثر در تاریخ ۲۲ شهریور ۱۳۷۸ با شمارهٔ ثبت ۲۴۳۴ به‌عنوان یکی از آثار ملی ایران به ثبت رسیده‌است.
این بقعه متعلّق به «دادا محمّد» مشهور به «سلطان شیخداد» است. او هم‌زمان با حکومت آل مظفّر در شهر یزد زندگی می‌کرد. بقعه سلطان شیخداد شامل مقبره‌ای با پوشش گنبدی و ایوانی در جلو است. در ضلع شرقی و جلوی ایوان، یک حیاط با غرفه‌های دوطبقه‌ای در طرفین دیده می‌شود که صحن حیاط را به حسینیه شبیه کرده‌است. بقایای یک حسینیه در قسمت ورودی بنا دیده می‌شود و در مدخل آن نیز سردر بلندی با کاربندیِ گچی در وسطِ دو گوشواره دیده می‌شود. مصالح اصلی ساختمان، خشت و گل و قسمت داخلی بقعه سفیدکاری شده‌است. این بقعه در سال ۷۲۶ هـ. ق شکل گرفت.

## جستارهای وابسته

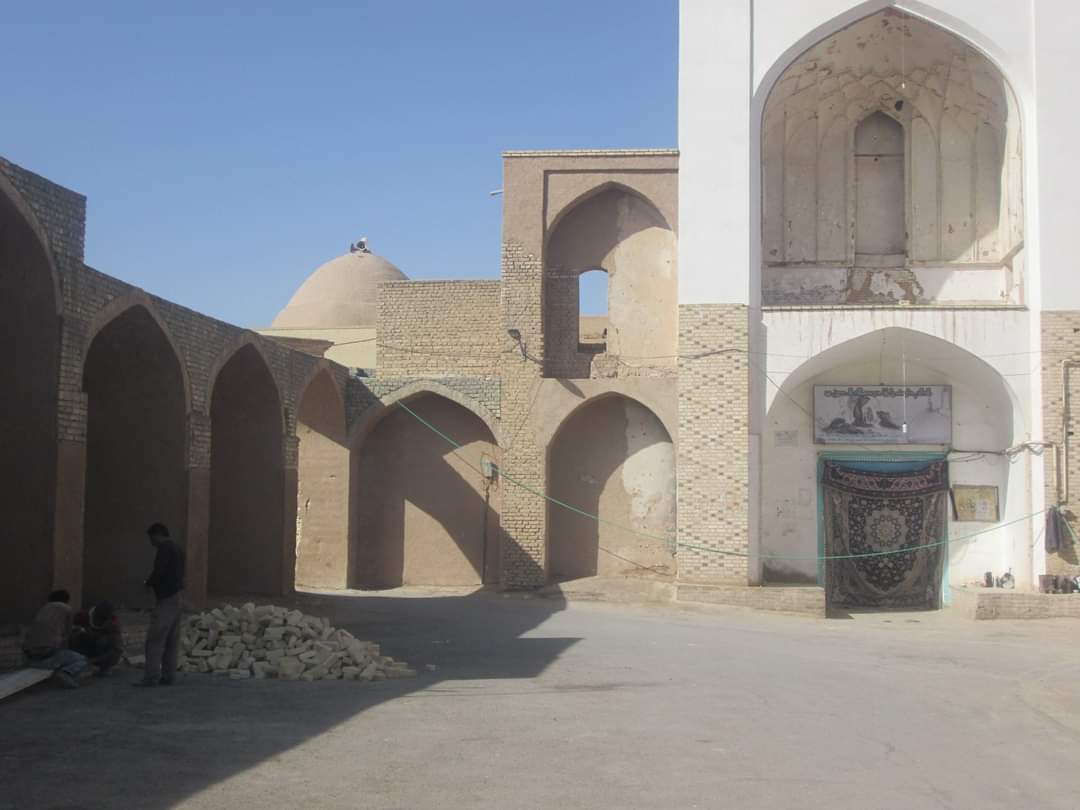
تصویر در ورودی بقعه سلطان شیخداد